# Euthalia indistincta
Euthalia indistincta är en fjärilsart som beskrevs av Butler 1901. Euthalia indistincta ingår i släktet Euthalia och familjen praktfjärilar. Inga underarter finns listade i Catalogue of Life.